# San Antonio del Golfo
San Antonio del Golfo – miasto w Wenezueli, w stanie Sucre.